# シゲルピンクダイヤ
シゲルピンクダイヤ（英語: Shigeru Pink Dia、2016年2月12日 - ）は、日本の競走馬。馬名の由来は、冠名+宝石名「ピンクダイヤ」。

## 戦績

### デビュー前
2016年2月12日に北海道日高町の天羽牧場で誕生。翌2017年の北海道セレクションセールで、調教師・渡辺薫彦の強い推薦により、森中蕃が1,728万円（税込）で落札。森中はのちに「渡辺薫彦調教師が目をつけていて『ぜひ買ってください』と、すごい熱意で私に言ってきました。それで『よし! 買おう』と。さすがはGIジョッキー。馬を見る目は確かですね」と語っている。かつて森中が宝石の卸売りをしていたこともあり2016年産の「シゲル軍団」の馬名は宝石シリーズで付けられたが、宝石の中でも希少で高価なピンクダイヤにちなみ命名された。

### 2歳時（2018年）
2歳の10月時に京都競馬場で新馬戦に出走し3着。次走の未勝利戦で勝利を挙げる。

### 3歳時（2019年）
3歳初戦のチューリップ賞では4番人気となると後方から上がり最速の末脚を繰り出しダノンファンタジーの2着に食い込み、続く桜花賞ではスタートがやや一息ながら、同様に後方からの決め手勝負の競馬でメンバー最速の上がり32秒7をマークし2着となる。次走の優駿牝馬では4ハロンの距離延長も響き12着に終わった。
秋初戦のローズステークスでは4番人気に推される。イレ込んでいたためゲート前の輪乗りをしないなど工夫をしたものの4着に敗れたものの、更に1ハロン距離の伸びた秋華賞では追い出しを我慢させてしぶとく3着に粘った。その後、12月のターコイズステークスに1番人気で出走。中団追走から直線で懸命に追い上げるも3着に敗れた。

### 4歳時（2020年）
4歳シーズンはマイル前後のレースを中心に使われるも惨敗が続いた。12月の中日新聞杯では好位からしぶとく脚を伸ばし2着と好走した。

### 5・6歳時（2021・2022年）
5歳になってからは中距離戦を中心に使われたが着外続きであった。12月の中日新聞杯では10番人気ながらも3着と好走した。
2022年1月15日の愛知杯14着が最後のレースとなった。1月19日付でJRAの競走馬登録を抹消、引退後は北海道むかわ町の平岡牧場で繁殖牝馬となる。

## 競走成績
以下の内容はnetkeiba.comの情報に基づく。
| 競走日     | 競馬場 | 競走名         | 格   | 距離（馬場）  | 頭 数 | 枠 番 | 馬 番 | オッズ （人気） | 着順 | タイム （上がり3F） | 着差 | 騎手        | 斤量 [kg] | 1着馬（2着馬）         | 馬体重 [kg] |
| ---------- | ------ | -------------- | ---- | ------------- | ----- | ----- | ----- | --------------- | ---- | ------------------- | ---- | ----------- | --------- | ---------------------- | ----------- |
| 2018.10.13 | 京都   | 2歳新馬        |      | 芝1600m（良） | 17    | 4     | 7     | 025.60（7人）   | 03着 | R1.34.6（35.8）     | -0.3 | 0和田竜二   | 54        | ウルクラフト           | 460         |
| 0000.11.03 | 京都   | 2歳未勝利      |      | 芝1600m（良） | 16    | 5     | 9     | 003.20（2人）   | 01着 | R1.34.7（34.5）     | -0.2 | 0和田竜二   | 54        | （ミッキーバディーラ） | 462         |
| 2019.03.02 | 阪神   | チューリップ賞 | GII  | 芝1600m（良） | 13    | 8     | 13    | 017.20（4人）   | 02着 | R1.34.3（33.6）     | -0.2 | 0和田竜二   | 54        | ダノンファンタジー     | 452         |
| 0000.04.07 | 阪神   | 桜花賞         | GI   | 芝1600m（良） | 18    | 8     | 16    | 020.00（7人）   | 02着 | R1.33.1（32.7）     | -0.4 | 0和田竜二   | 55        | グランアレグリア       | 458         |
| 0000.05.19 | 東京   | 優駿牝馬       | GI   | 芝2400m（良） | 18    | 6     | 11    | 012.40（5人）   | 12着 | R2.25.2（36.9）     | -2.4 | 0和田竜二   | 55        | ラヴズオンリーユー     | 454         |
| 0000.09.15 | 阪神   | ローズS        | GII  | 芝1800m（良） | 12    | 7     | 10    | 006.80（4人）   | 04着 | R1.44.6（33.3）     | -0.2 | 0和田竜二   | 54        | ダノンファンタジー     | 460         |
| 0000.10.13 | 京都   | 秋華賞         | GI   | 芝2000m（稍） | 17    | 7     | 14    | 027.0（10人）   | 03着 | R2.00.4（35.6）     | -0.5 | 0和田竜二   | 55        | クロノジェネシス       | 464         |
| 0000.12.14 | 中山   | ターコイズS    | GIII | 芝1600m（良） | 16    | 4     | 7     | 004.20（1人）   | 03着 | R1.32.8（34.6）     | -0.6 | 0和田竜二   | 54        | コントラチェック       | 458         |
| 2020.02.22 | 京都   | 京都牝馬S      | GIII | 芝1400m（重） | 17    | 7     | 13    | 005.00（2人）   | 07着 | R1.23.9（34.8）     | -0.7 | 0和田竜二   | 55        | サウンドキアラ         | 462         |
| 0000.04.11 | 阪神   | 阪神牝馬S      | GII  | 芝1600m（良） | 16    | 6     | 11    | 007.90（4人）   | 16着 | R1.35.0（35.8）     | -2.1 | 0M.デムーロ | 54        | サウンドキアラ         | 458         |
| 0000.05.17 | 東京   | ヴィクトリアM  | GI   | 芝1600m（良） | 16    | 2     | 4     | 100.6（11人）   | 06着 | R1.31.6（33.2）     | -1.0 | 0和田竜二   | 55        | アーモンドアイ         | 456         |
| 0000.09.13 | 中山   | 京成杯AH       | GIII | 芝1600m（良） | 16    | 4     | 8     | 008.70（5人）   | 05着 | R1.34.2（35.2）     | -0.3 | 0和田竜二   | 54        | トロワゼトワル         | 474         |
| 0000.10.17 | 東京   | 府中牝馬S      | GII  | 芝1800m（重） | 8     | 1     | 1     | 015.40（5人）   | 07着 | R1.49.9（36.9）     | -1.4 | 0幸英明     | 54        | サラキア               | 474         |
| 0000.12.12 | 中京   | 中日新聞杯     | GIII | 芝2000m（良） | 18    | 7     | 14    | 025.30（9人）   | 02着 | R2.00.2（34.0）     | -0.1 | 0和田竜二   | 54        | ボッケリーニ           | 478         |
| 2021.01.16 | 中京   | 愛知杯         | GIII | 芝2000m（良） | 18    | 7     | 15    | 008.10（4人）   | 09着 | R2.00.0（37.0）     | -1.3 | 0和田竜二   | 54        | マジックキャッスル     | 480         |
| 0000.04.24 | 新潟   | 福島牝馬S      | GIII | 芝1800m（良） | 15    | 4     | 8     | 006.90（4人）   | 07着 | R1.47.1（33.7）     | -0.2 | 0和田竜二   | 54        | ディアンドル           | 472         |
| 0000.05.16 | 東京   | ヴィクトリアM  | GI   | 芝1600m（良） | 18    | 1     | 2     | 125.3（13人）   | 05着 | R1.31.8（33.8）     | -0.8 | 0和田竜二   | 55        | グランアレグリア       | 476         |
| 0000.08.01 | 函館   | クイーンS      | GIII | 芝1800m（良） | 12    | 8     | 12    | 010.50（4人）   | 10着 | R1:48.7（36.4）     | -0.9 | 0和田竜二   | 55        | テルツェット           | 472         |
| 0000.10.16 | 東京   | 府中牝馬S      | GII  | 芝1800m（良） | 18    | 3     | 5     | 019.20（9人）   | 10着 | R1:46.2（34.4）     | -0.6 | 0和田竜二   | 54        | シャドウディーヴァ     | 470         |
| 0000.12.11 | 中京   | 中日新聞杯     | GIII | 芝2000m（良） | 18    | 5     | 9     | 019.9（10人）   | 03着 | R2.00.0（34.7）     | -0.2 | 0和田竜二   | 54        | ショウナンバルディ     | 474         |
| 2022.01.15 | 中京   | 愛知杯         | GIII | 芝2000m（良） | 16    | 8     | 15    | 021.50（8人）   | 14着 | R2.01.8（35.5）     | -0.8 | 0和田竜二   | 54        | ルビーカサブランカ     | 480         |

## 繁殖成績
引退後は北海道むかわ町の平岡牧場で繁殖牝馬となった。初年度にはエピファネイアが配合相手として選ばれたが、受胎しなかったためモーリス との種付けを行い、受胎が確認された。2023年4月22日、初仔となる牝馬が誕生した。父はモーリスである。
2023年1月25日、前馬主の森中蕃氏に死去に伴い株式会社ジェイエス2023【冬季】繁殖馬セールに上場されたが、販売希望価格の30万円を大幅に超える税抜き1億5000万円で落札された。国内の繁殖牝馬のセリで上場馬が1億以上の価格で落札されることは異例であるとされている。
|       | 馬名                     | 生年   | 性 | 毛色 | 父             | 馬主 | 厩舎 | 戦績           |
| ----- | ------------------------ | ------ | -- | ---- | -------------- | ---- | ---- | -------------- |
| 初仔  | シゲルピンクダイヤの2023 | 2023年 | 牝 | 栗毛 | モーリス       |      |      | （デビュー前） |
| 2番仔 | シゲルピンクダイヤの2024 | 2024年 | 牝 | 鹿毛 | ロードカナロア |      |      |                |

- 2024年9月26日現在

## 血統表
| シゲルピンクダイヤの血統      | シゲルピンクダイヤの血統                             | シゲルピンクダイヤの血統 | （血統表の出典）      | （血統表の出典） |
| 父系                          | サンデーサイレンス系                                 | サンデーサイレンス系     | サンデーサイレンス系  |                  |
| 父 ダイワメジャー 2001 栗毛   | 父の父*サンデーサイレンス Sunday Silence 1986 青鹿毛 | Halo                     | Hail to Reason        | Hail to Reason   |
| 父 ダイワメジャー 2001 栗毛   | 父の父*サンデーサイレンス Sunday Silence 1986 青鹿毛 | Halo                     | Cosmah                |                  |
| 父 ダイワメジャー 2001 栗毛   | 父の父*サンデーサイレンス Sunday Silence 1986 青鹿毛 | Wishing Well             | Understanding         | Understanding    |
| 父 ダイワメジャー 2001 栗毛   | 父の父*サンデーサイレンス Sunday Silence 1986 青鹿毛 | Wishing Well             | Mountain Flower       |                  |
| 父 ダイワメジャー 2001 栗毛   | 父の母スカーレットブーケ 1988 栗毛                   | *ノーザンテースト        | Northen Dancer        | Northen Dancer   |
| 父 ダイワメジャー 2001 栗毛   | 父の母スカーレットブーケ 1988 栗毛                   | *ノーザンテースト        | Lady Victoria         |                  |
| 父 ダイワメジャー 2001 栗毛   | 父の母スカーレットブーケ 1988 栗毛                   | *スカーレットインク      | Crimson Satan         | Crimson Satan    |
| 父 ダイワメジャー 2001 栗毛   | 父の母スカーレットブーケ 1988 栗毛                   | *スカーレットインク      | Consentida            |                  |
| 母 ムーンライトベイ 2006 鹿毛 | 母の父High Chaparral 1999 鹿毛                       | Sadler's Wells           | Northen Dancer        | Northen Dancer   |
| 母 ムーンライトベイ 2006 鹿毛 | 母の父High Chaparral 1999 鹿毛                       | Sadler's Wells           | Fairy Bridge          |                  |
| 母 ムーンライトベイ 2006 鹿毛 | 母の父High Chaparral 1999 鹿毛                       | Kasora                   | Darshaan              | Darshaan         |
| 母 ムーンライトベイ 2006 鹿毛 | 母の父High Chaparral 1999 鹿毛                       | Kasora                   | Kozana                |                  |
| 母 ムーンライトベイ 2006 鹿毛 | 母の母*ムーンライトダンス Moonlight Dance 2002 栗毛  | Sinndar                  | Grand Lodge           | Grand Lodge      |
| 母 ムーンライトベイ 2006 鹿毛 | 母の母*ムーンライトダンス Moonlight Dance 2002 栗毛  | Sinndar                  | Sinntara              |                  |
| 母 ムーンライトベイ 2006 鹿毛 | 母の母*ムーンライトダンス Moonlight Dance 2002 栗毛  | Style of Life            | The Minstrel          | The Minstrel     |
| 母 ムーンライトベイ 2006 鹿毛 | 母の母*ムーンライトダンス Moonlight Dance 2002 栗毛  | Style of Life            | Bubinka               |                  |
| 母系(F-No.)                   | (FN:8-f)                                             | (FN:8-f)                 | (FN:8-f)              | [ § 2 ]          |
| 5代内の近親交配               | Northern Dancer 4x4･5                                | Northern Dancer 4x4･5    | Northern Dancer 4x4･5 | [ § 3 ]          |
| 出典                          | 1. 2. 3.                                             | 1. 2. 3.                 | 1. 2. 3.              | 1. 2. 3.         |

- 半妹シゲルピンクルビーは2021年フィリーズレビュー勝ち馬。